# Simon Upton
Simon Upton (1 de mayo de 1969) es un deportista australiano que compitió en natación. Ganó dos medallas en el Campeonato Pan-Pacífico de Natación de 1991, plata en 4 × 200 m libre y bronce en 4 × 100 m estilos.

## Palmarés internacional
| Campeonato Pan-Pacífico | Campeonato Pan-Pacífico | Campeonato Pan-Pacífico | Campeonato Pan-Pacífico |
| Año                     | Lugar                   | Medalla                 | Prueba                  |
| ----------------------- | ----------------------- | ----------------------- | ----------------------- |
| 1991                    | Edmonton (Canadá)       | Medalla de plata        | 4 × 200 m libre         |
| 1991                    | Edmonton (Canadá)       | Medalla de bronce       | 4 × 100 m estilos       |